# Koszów
Koszów (ukr. Кошів) – wieś położona na Ukrainie, w rejonie łuckim, w obwodzie wołyńskim, liczy 216 mieszkańców.